# لوتشا ميلياتشو من فلوريديا
لوتشا ميلياتشو دوقة فلوريديا (19 يوليو 1770 سرقوسة - 26 أبريل 1826 نابولي) كانت الزوجة الثانية لفرديناندو الأول ملك الصقليتين. لم تنصب ملكة قرينة.